# 麗泉里
麗 泉里（うらら せんり、1月12日 - ）は、元宝塚歌劇団月組の娘役。
長野県東御市、市立東部中学校出身。身長162cm。血液型A型。愛称は「せんり」。

## 来歴
2010年、宝塚音楽学校入学。
2012年、音楽学校卒業後、宝塚歌劇団に98期生として入団。入団時の成績は20番。宙組公演「華やかなりし日々／クライマックス」で初舞台。
2013年、組まわりを経て月組に配属。
2017年、珠城りょう・愛希れいかトップコンビ大劇場お披露目となるショー「カルーセル輪舞曲」で、初のエトワールに抜擢。
2023年のショー「万華鏡百景色」で再びエトワールを務める。
2024年7月7日、月城かなと・海乃美月トップコンビ退団公演となる「Eternal Voice／Grande TAKARAZUKA 110!」東京公演千秋楽をもって、宝塚歌劇団を退団。

## 宝塚歌劇団時代の主な舞台

### 初舞台
- 2012年4 - 5月、宙組『華やかなりし日々』『クライマックス』（宝塚大劇場）

### 組まわり
- 2012年6 - 7月、宙組『華やかなりし日々』『クライマックス』（東京宝塚劇場）
- 2012年10 - 12月、雪組『JIN-仁-』『GOLD SPARK!-この一瞬を永遠に-』

### 月組時代
- 2013年5月、『ME AND MY GIRL』（梅田芸術劇場）
- 2013年7 - 10月、『ルパン-ARSÈNE LUPIN-』『Fantastic Energy!』
- 2013年11 - 12月、『JIN-仁-』 - お夏『Fantastic Energy!』（全国ツアー）
- 2014年1月、『風と共に去りぬ』（梅田芸術劇場）
- 2014年3 - 6月、『宝塚をどり』『明日への指針 -センチュリー号の航海日誌-』 - 新人公演：少年ジェイク（本役：晴音アキ）『TAKARAZUKA 花詩集100!!』 - 新人公演：少女（本役：叶羽時）
- 2014年7 - 8月、『宝塚をどり』『明日への指針-センチュリー号の航海日誌-』 - 少年ジェイク『TAKARAZUKA 花詩集100!!』（博多座）
- 2014年9 - 12月、『PUCK（パック）』 - 新人公演：クモの糸（本役：白雪さち花）『CRYSTAL TAKARAZUKA-イメージの結晶-』
- 2015年2 - 3月、『風と共に去りぬ』（中日劇場）
- 2015年4 - 7月、『1789-バスティーユの恋人たち-』 - 新人公演：リュシル（本役：琴音和葉）
- 2015年9月、『DRAGON NIGHT!!』（ドラマシティ・文京シビックホール）
- 2015年11 - 2016年2月、『舞音-MANON-』 - 新人公演：マノンの影（本役：叶羽時）／水の精霊『GOLDEN JAZZ』
- 2016年3 - 4月、龍真咲コンサート『Voice』（赤坂ACTシアター・ドラマシティ） - SENRI
- 2016年6 - 9月、『NOBUNAGA〈信長〉-下天の夢-』 - さつき、新人公演：小宰相局（本役：萌花ゆりあ）『Forever LOVE!!』
- 2016年10月、『FALSTAFF』（バウホール） - 酒場の女／仮面の女
- 2016年10 - 11月、『Bow Singing Workshop〜月〜』（バウホール）
- 2017年1 - 3月、『グランドホテル』 - 電話交換手、新人公演：メイド『カルーセル輪舞曲（ロンド）』 初エトワール[4]
- 2017年5月、『長崎しぐれ坂』 - 桃羽『カルーセル輪舞曲（ロンド）』（博多座） エトワール[4]
- 2017年7 - 10月、『All for One』 - アンヌ・マリー、新人公演：アンヌ（本役：憧花ゆりの）
- 2017年11 - 12月、『鳳凰伝』 - アデルマ『CRYSTAL TAKARAZUKA-イメージの結晶-』（全国ツアー）[4]
- 2018年2 - 5月、『カンパニー-努力（レッスン）、情熱（パッション）、そして仲間たち（カンパニー）-』 - 女子高生、新人公演：田中乃亜（本役：憧花ゆりの）『BADDY（バッディ）-悪党（ヤツ）は月からやって来る-』
- 2018年6 - 7月、『雨に唄えば』（TBS赤坂ACTシアター） - 緑のドレスの女／白のドレスの女
- 2018年8 - 11月、『エリザベート-愛と死の輪舞（ロンド）-』 - 女官、新人公演：皇太后ゾフィー（本役：憧花ゆりの）[4]
- 2019年1月、『ON THE TOWN（オン・ザ・タウン）』（東京国際フォーラム） - ドローレス・ドローレス
- 2019年3 - 6月、『夢現無双』 - お通（少女）『クルンテープ 天使の都』
- 2019年7 - 8月、『ON THE TOWN（オン・ザ・タウン）』（梅田芸術劇場） - ダイアナ・ドリーム
- 2019年10 - 12月、『I AM FROM AUSTRIA-故郷（ふるさと）は甘き調（しら）べ-』 - ハンネ
- 2020年2月、『出島小宇宙戦争』（ドラマシティ・東京建物 Brillia HALL） - サツキ
- 2020年9 - 2021年1月、『WELCOME TO TAKARAZUKA-雪と月と花と-』『ピガール狂騒曲』 - ジジ
- 2021年2 - 3月、『ダル・レークの恋』（TBS赤坂ACTシアター・ドラマシティ） - 酒場の内儀
- 2021年5 - 8月、『桜嵐記（おうらんき）』 - 南朝の女房『Dream Chaser』
- 2021年10 - 11月、『川霧の橋』 - お甲『Dream Chaser-新たな夢へ-』（博多座）[4]
- 2022年1 - 3月、『今夜、ロマンス劇場で』 - 林英恵『FULL SWING!』
- 2022年5月、『Rain on Neptune』（舞浜アンフィシアター） - アメシスト
- 2022年7 - 10月、『グレート・ギャツビー』 - サリー
- 2022年11 - 12月、『ブラック・ジャック 危険な賭け』 - ヴィクトリア女王『FULL SWING!』（全国ツアー）[4]
- 2023年2 - 4月、『応天の門』 - 麗菊『Deep Sea-海神たちのカルナバル-』
- 2023年6月、『月の燈影（ほかげ）』（バウホール） - お勝
- 2023年8 - 11月、『フリューゲル-君がくれた翼-』 - マチルダ・ベルクマン『万華鏡百景色（ばんかきょうひゃくげしき）』 エトワール[5][4]
- 2024年1月、『G.O.A.T』（梅田芸術劇場）
- 2024年3 - 7月、『Eternal Voice 消え残る想い』 - アンナ・クリフトン『Grande TAKARAZUKA 110!』 退団公演[4]

### 出演イベント
- 2019年1月、『演劇人祭』[注釈 1][6]